# フレンズ (ONE PIECEのキャラクターソング)
「フレンズ」は、テレビアニメ『ONE PIECE』に登場するキャラクターのウソップとトニートニー・チョッパーのキャラクターソングが収録されているシングル。2004年9月29日にavex modeから発売された。

## 概要
テレビアニメ『ONE PIECE』に登場するキャラクターのウソップとトニートニー・チョッパーのキャラクターソング。
本作と同日に発売されたキャラクターソングシングルの「Hurricane girls」、「RESPECT!」と同様に表題曲、表題曲のリミックスバージョン、オフヴォーカルバージョン、そして各キャラクターを演じる声優のメッセージが収録されている。
本作には、ウソップ役の山口勝平とチョッパー役の大谷育江のメッセージが収録されている。
オリコン週間シングルチャートでは81位を獲得し、同日に発売されたキャラクターソングシングルの中では3番目の順位となった。
CDジャケットには、ウソップとトニートニー・チョッパーが描かれている。

## 収録曲
1. フレンズ [3:46]
作詞：藤林聖子、作曲：田中公平、編曲：丸尾稔
2. フレンズ（Remix Version） [5:21]
作詞：藤林聖子、作曲：田中公平、編曲：丸尾稔
3. フレンズ（カラオケ Version）
4. （メッセージ 1） 山口勝平 [2:31]
5. （メッセージ 2） 大谷育江 [2:31]